# Richardoestesia
Richardoestesia — морфогенез зубів тероподів динозаврів, спочатку описаний з пізньої крейди на території сучасної Канади, США й Казахстану. Наразі він містить два види, R. gilmorei та R. isosceles, і можливий третій, R. asiatica. Він використовувався як морфотаксон для опису інших зубів тероподів, значно переміщених у часі та просторі від типового виду. Якби всі зуби, віднесені до роду, справді відображали біологію та таксономічний стан тварин, це був би один із найдовше існуючих родів динозаврів, можливо, також найпоширеніший.

## Класифікація

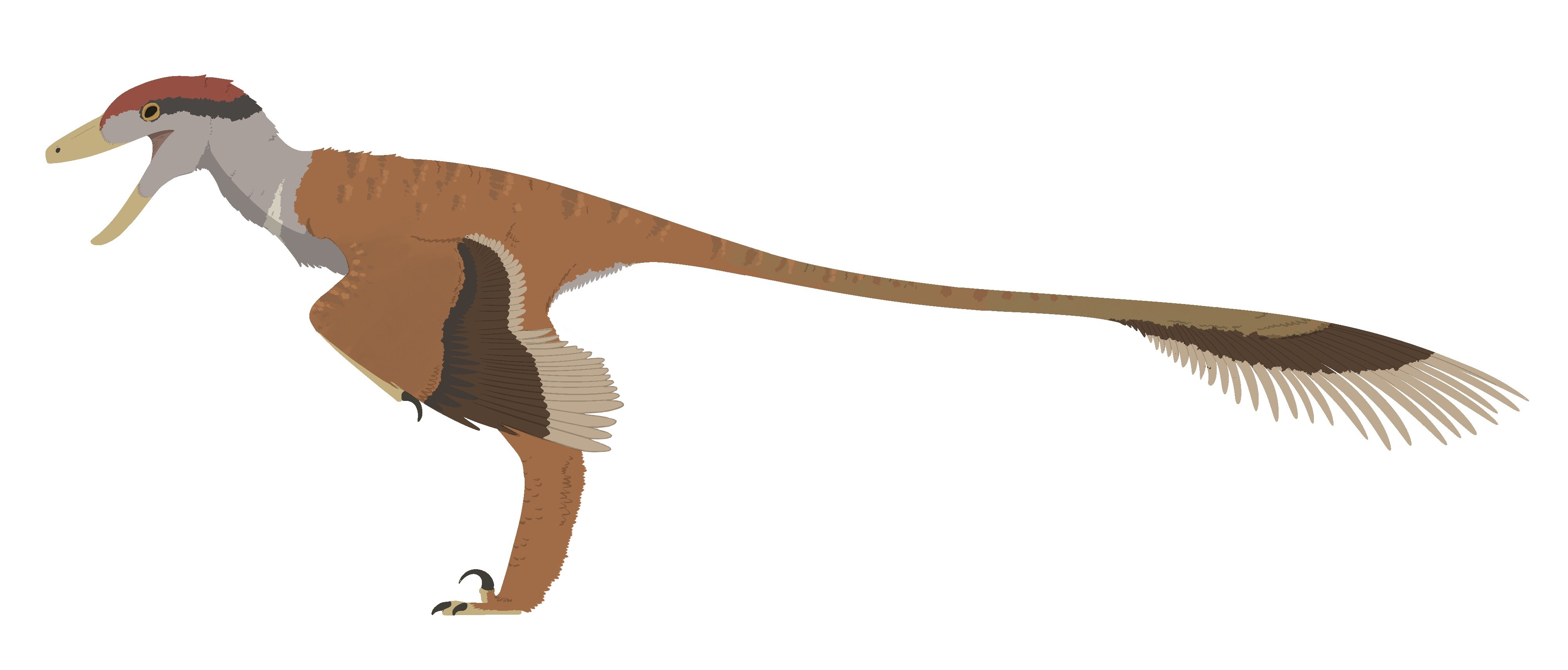
Гіпотетичне відновлення Richardoestesia як дромеозавра

Зуби, подібні до річардоестезії, були знайдені в багатьох геологічних утвореннях пізньої крейди, включаючи формацію Каньйон Підкови, формацію Сколларда, формацію Гелл-Крік, формацію Ферріса та формацію Ланс (датована приблизно 66 мільйонами років тому). Подібні зуби були віднесені до цього роду ще з баремського періоду (формація гори Кедр, 125 мільйонів років тому).
Через різницю в місці та часі багатьох згадуваних зубів дослідники поставили під сумнів ідею, що всі вони належать до одного роду або виду, і рід найкраще вважати таксоном форми. Порівняльне дослідження зубів, опубліковане у 2013 році, показало, що як R. gilmorei, так і R. isosceles були остаточно присутні лише у формації Dinosaur Park, датованій між 76,5 і 75 мільйонами років тому. R. isosceles також був присутній у формації Агуджа, приблизно того ж віку. Усі інші згадані зуби, швидше за все, належать іншим видам, які не були названі через відсутність скам’янілостей тіла для порівняння.
Скам'янілості Richardoestesia також були знайдені в формації Tremp на північному сході Іспанії.

## Палеобіологія
Принаймні кілька досліджень припускають рибоїдного способу життя Richardoestesia через його велике поширення, а також переважання в морських місцях.